# مونيكا راينوهوفا
مونيكا راينوهوفا مواليد 26 مايو 1993 في جيلينا، سلوفاكيا، هي لاعبة كرة يد سلوفاكية تلعب كوسط مدافع. مثلت منتخب سلوفاكيا لكرة اليد للسيدات.

## سجل المنافسة
شاركت في البطولات التالية:
- بطولة أوروبا لكرة اليد للسيدات 2014

## روابط خارجية
- مونيكا راينوهوفا على موقع الاتحاد الأوروبي لكرة اليد (الإنجليزية)